# 王振祥
王振祥（1912年11月—1993年9月23日），山东郓城县人，中国人民解放军开国少将。 

## 生平
1931年初在济宁参加了国民革命军第二十六路军。1931年年底，随第二十六路军在江西宁都起义后参加红军。1932年入党。历任红五军团骑兵连排长，骑兵连连长，红五军团警卫营连长，红九军团司令部参谋，红九军团二八二团参谋主任。红四方面军总部骑兵营营长，红四方面军骑兵师训练科长。
抗日战争时期，历任八路军一二九师骑兵团连长、指导员，一二九师骑兵团营长，骑兵团团长，一二九师干部轮训二队队长。
第二次国共内战时期，挺进东北。历任沈阳工人总队副司令员，辽东军区第三分区司令员，东北野战军第五纵队第十五师师长，第四野战军第四十二军一二六师师长，中国人民解放军第五十三军副军长。
中华人民共和国成立后，1957年毕业于军事学院装甲兵系，历任华北军区装甲兵副司令员，军委第一坦克学校校长，装甲兵工程学院院长，北京军区装甲兵司令员，北京军区副司令员兼装甲兵司令员，北京军区顾问。
是第四届全国人大代表，第五、六届全国政协委员。。